# Rapide Kiev-Boryspil
Le Rapide Kiev-Boryspil  est une ligne ferroviaire Ukrainienne reliant la capitale ukrainienne à son aéroport international.

## Dessertes
Depuis la Gare de Kiev-Passajyrsky puis la gare de Vydoubytchi, gare de Darnytsia pour arriver à la gare de l'aéroport de Boryspil.

## Voir aussi

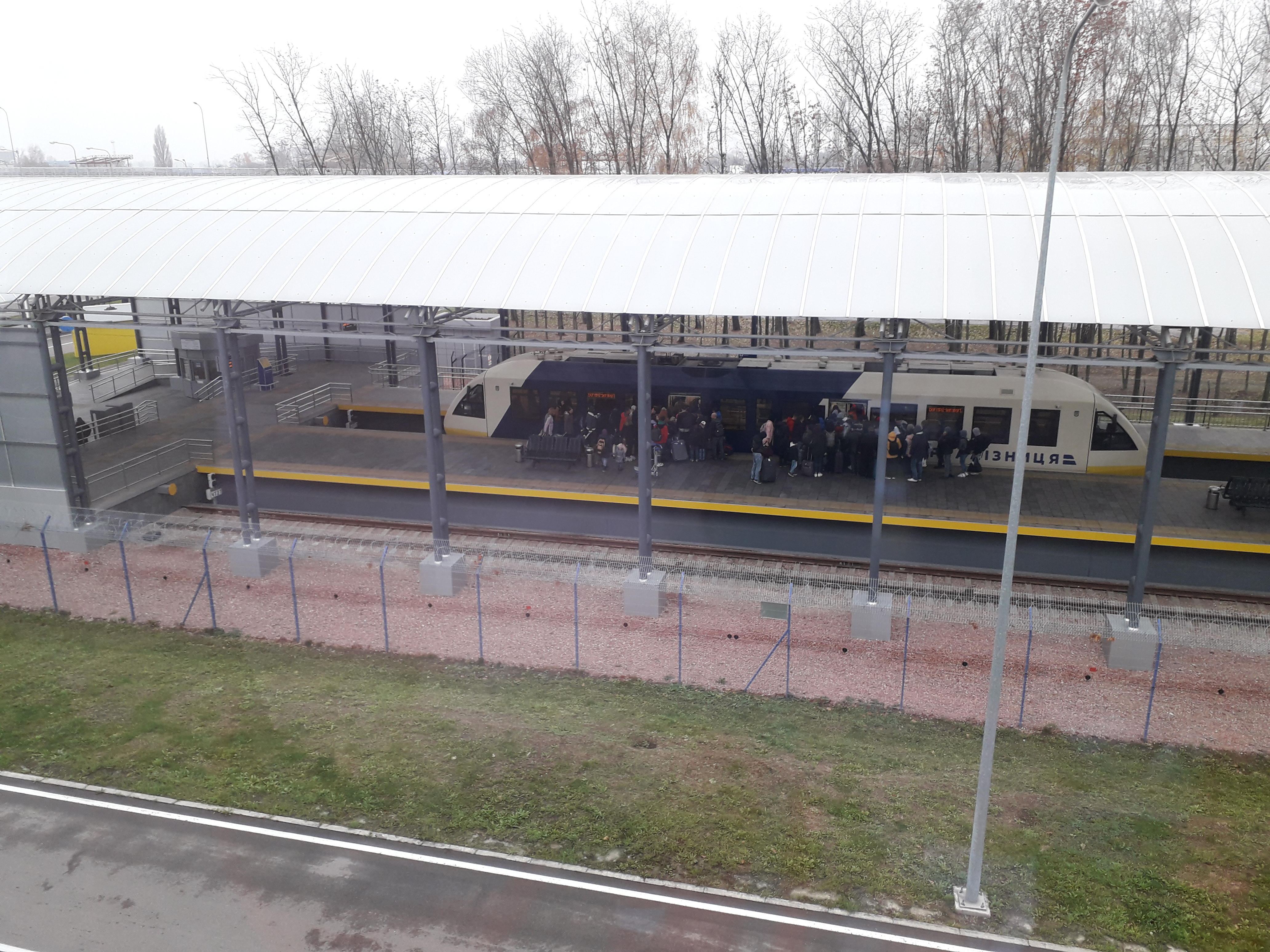
Proche du terminal D de l'aéroport,
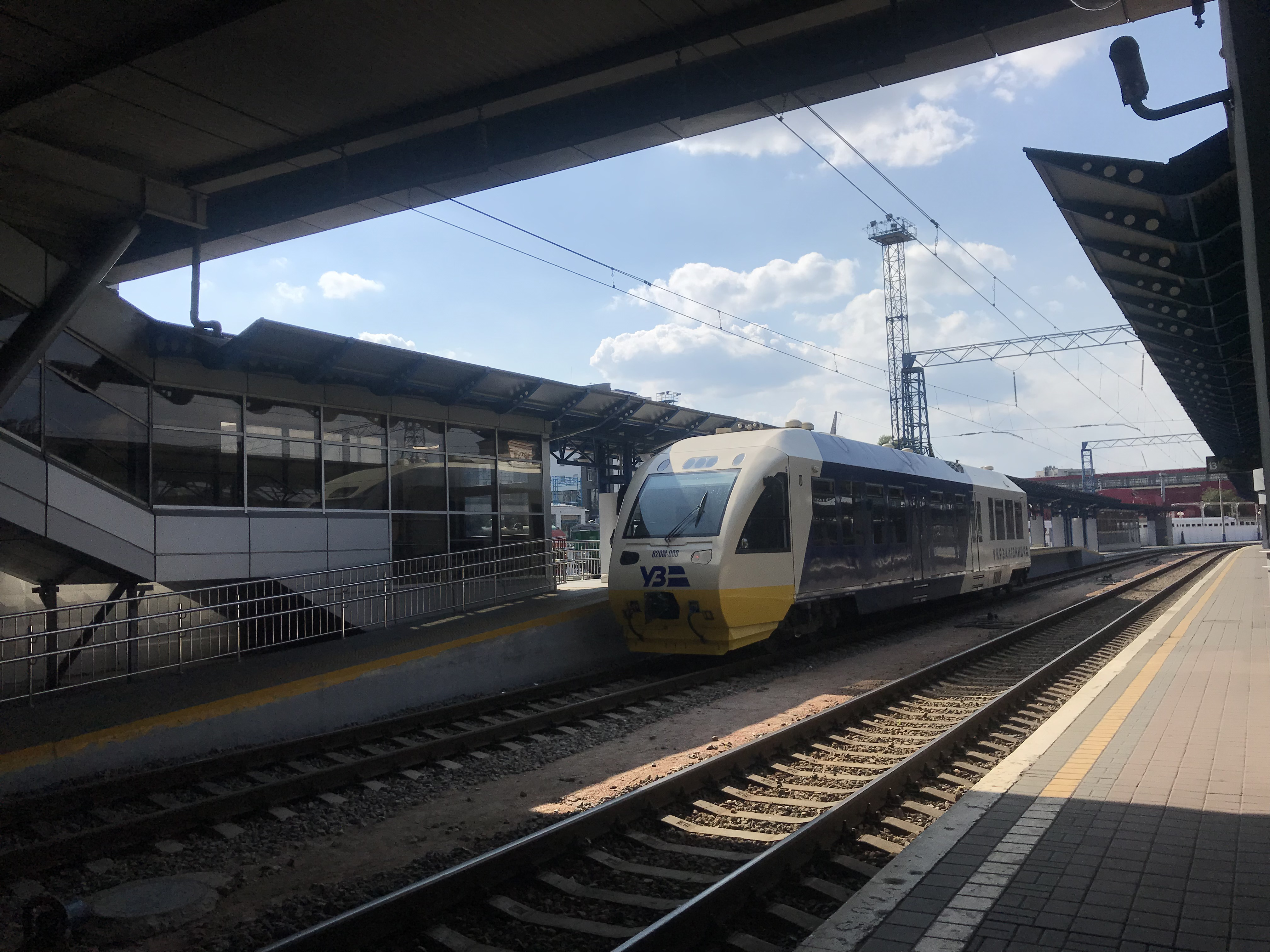
un Pesa 620M
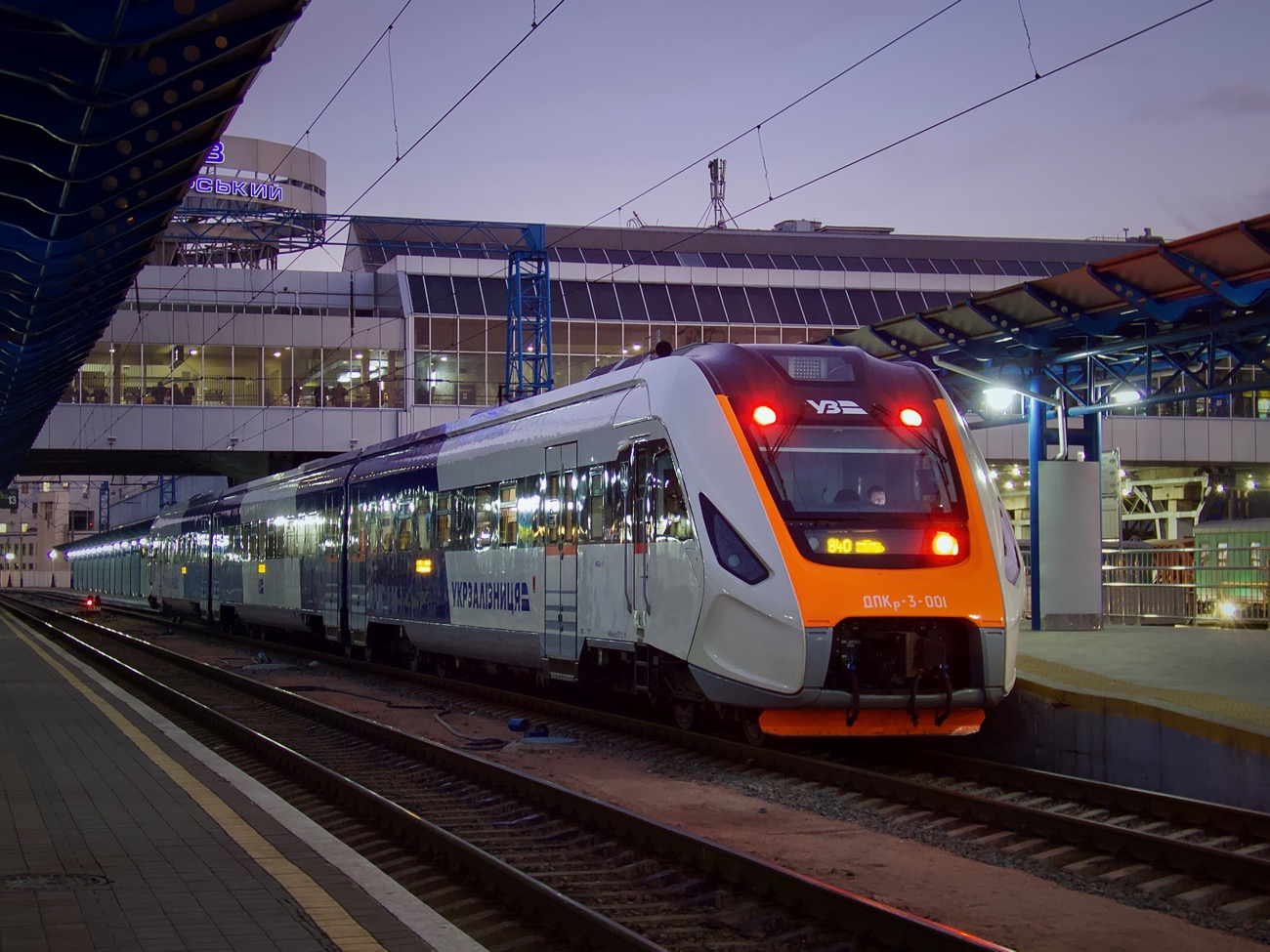
un PDKR3 de KVSZ à Kiev-passagers.